# Cinabra
Cinabra este un gen de molii din familia Saturniidae. 

## Specii
- Cinabra bracteata (Distant, 1897)
- Cinabra hyperbius (Westwood, 1881)
- Cinabra kitalei Bouvier, 1930